# Créton
Pour les articles homonymes, voir Creton (homonymie).

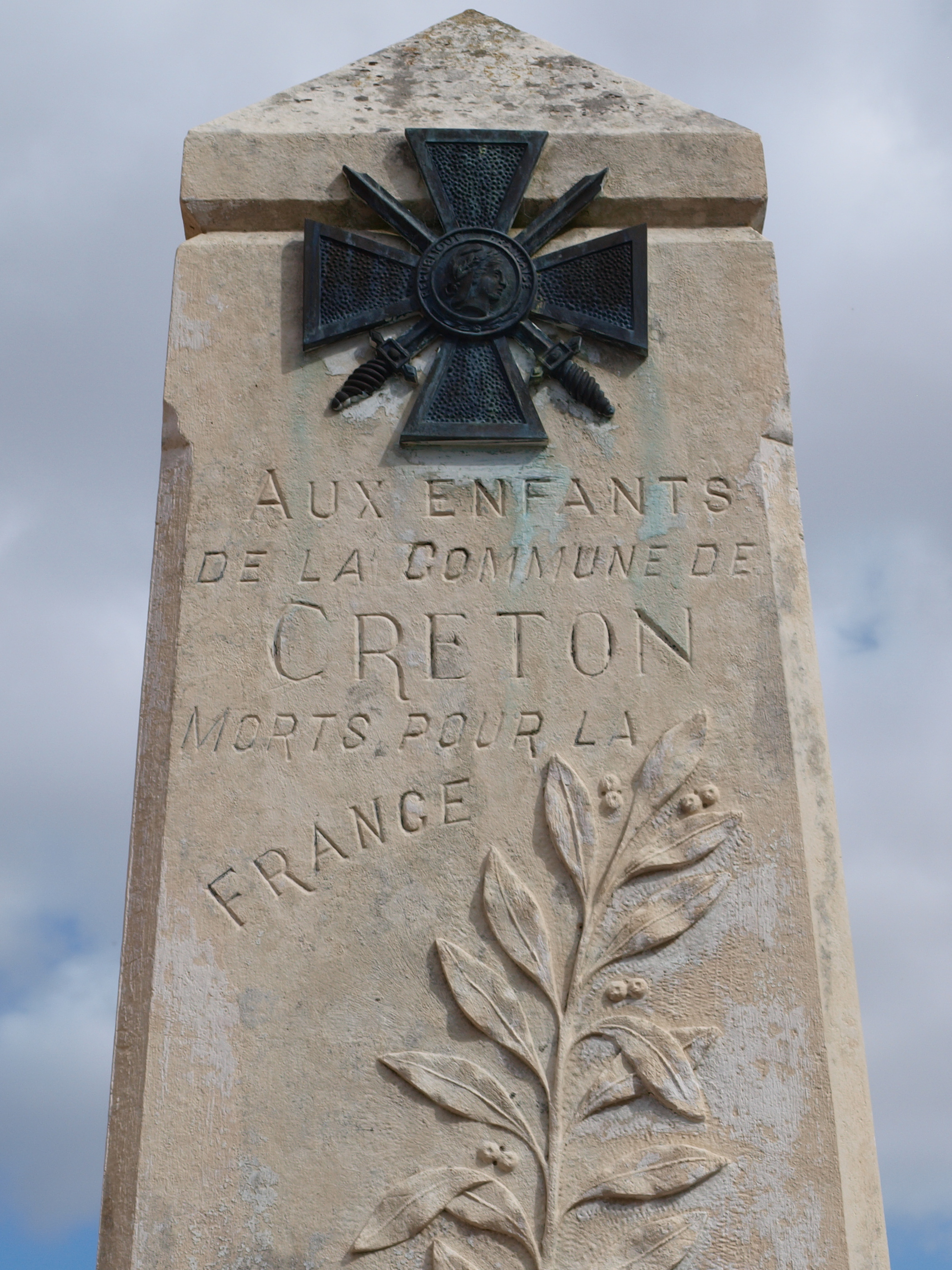
Monument aux morts de Créton.

Créton est une ancienne commune de l'Eure fusionnée en 1972 avec Boissy-sur-Damville et Morainville-sur-Damville pour former la nouvelle commune de Buis-sur-Damville.

## Historique
Ce territoire formait jusqu'à la Révolution française la partie Sud du bailliage d'Évreux et se divisait alors en trois paroisses, Pommereuil (la plus ancienne), Créton et Saint-Mamert. Seuls l'église de Créton et les fossés du château-fort de Pommereuil subsistaient encore au XXe siècle.
En 1867, Créton comptait 330 habitants, 11 hameaux, un débit de boissons, 3 moulins à blé. Le village était rattachée à Moisville pour l'instruction.
Vers la fin du XIXe siècle, le tissage artisanal de la "cretonne" donna un essor temporaire à la commune pour une trentaine d'années, mais l'hypothèse selon laquelle Créton est à l'origine de cretonne n'est pas vérifié. Le mot, apparu vers 1730, pourrait plutôt venir du toponyme Courtonne.

## Bosc-Giroud
Pour illustrer les débuts de l'histoire connue, quelques noms de seigneurs ont laissé des traces : Hugues de Keretum en 1190, Guillaume de Carum en 1208, Roger de Courton en 1288, enfin Pierre de Creston vers 1300.
Un seul fief dépendait de la paroisse de Créton : le Bosc-Giroud, devenu Bois-Giroult. 
Au XIIIe siècle le premier seigneur de ce lieu boisé s’appelait Gauthier de Giroult d’où le nom du fief. Bosc-Giroud est vendu le 14 juillet 1485 par Thomas de Congny au  chambellan du roi Charles VIII, le dénommé Jehan Baucher, pour la somme de 600 livres.
Dans la seconde moitié XVIe siècle, le fief du Bois-Giroult semble divisé en deux entités territoriales; les sieurs Nicolas d'Argenville et Simon de Salnoe sont en effet tous les deux soumis au ban en 1562 en qualité de seigneur de Bois-Giroult; la première circonscription est alors appelée vicomté d'Évreux.
Au XVIIIe siècle, elle appartient à la famille Binet de Boisgiroult.
En 1727, Créton avait pour curé Charles Le Compte dont le testament renferme des détails intéressants : il donnait à l'église un "graduel" fait et imprimé par lui-même, un orgue et une masure devant servir de dotation à l'organiste (Le Clos de l'Orgue).

## Saint-Mamert
La paroisse de Saint-Mamert a laissé peu de traces, sauf dans les registres des "naissances, baptêmes, mariages et décès" d'avant la Révolution de 1789 qui étaient dressés par le curé de Saint-Mamert.

## Pommereuil
La paroisse de Pommereuil était dédiée à la sainte Vierge, il ne reste aucune trace de son église. Elle fut, pendant près de deux siècles, la propriété de la famille de Fleurigny, puis de Clinchamp, et enfin Déry "sieur de Moisville et autres lieux".